# Benadiri

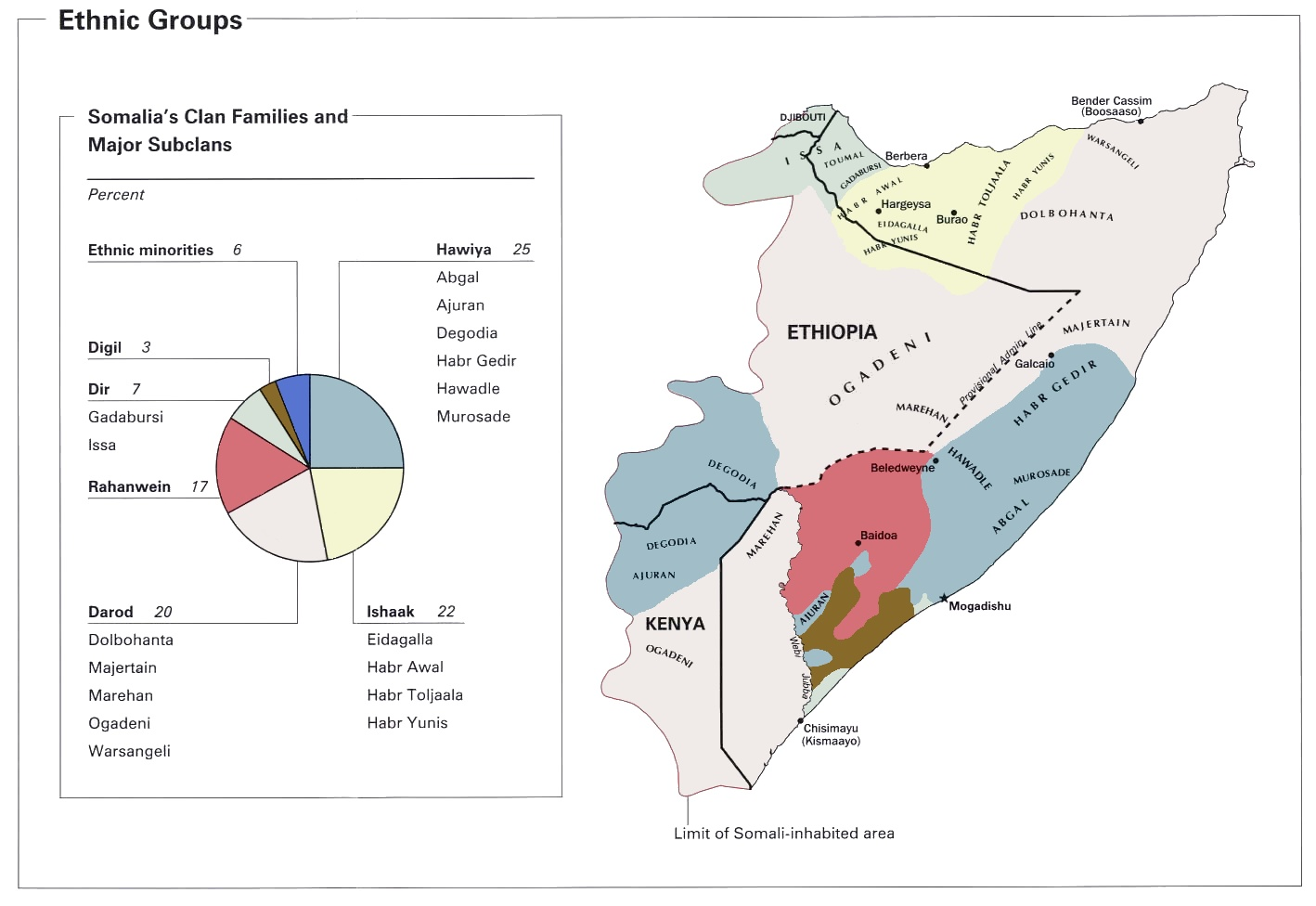
Ethnische Gruppen in Somalia

Die Benadiri oder Reer Hamar sind eine ethnische Minderheit in Somalia, die vorwiegend in den Städten Mogadischu, Merka und Baraawe an der Benadirküste ansässig ist.
Sie sind Nachkommen von Einwanderern, die seit dem 12. Jahrhundert aus Arabien, Persien und möglicherweise auch aus Südasien gekommen waren. Von der Somali-Mehrheit unterscheiden sie sich durch eine etwas hellere Hautfarbe, weswegen sie auch Gibil Cad („hellhäutig“) genannt werden.
Benadiri leitet sich von der Benadirküste ab, die ihren Namen vom persischen bandar („Hafen“) hat. Hamar (Somali: Xamar) ist ein alter Name für Mogadischu, der persischen Ursprungs sein soll; Reer Hamar bedeutet „Leute von Mogadischu“ oder „Leute der Stadt“.
Traditionell sind die Benadiri im Handel sowie als Schneider und Fischer tätig. Sie sind generell wohlhabender und besser gebildet als die übrige Bevölkerung, was auch Neid und Diskriminierung zur Folge hat. Als kleine und militärisch schwache Gruppe, die keinem der großen Somali-Clans angehört, gerieten die Reer Hamar von Mogadischu besonders zwischen die Fronten der Hawiya-Subclans und Kriegsherren, die im Bürgerkrieg seit 1991 in der Stadt kämpften.